# Премия имени Кароля Мярки
Премия имени Кароля Мярки — региональная премия Верхней Силезии, учреждённая в 1983 году в ПНР за вклад в развитие культуры и науки. На момент учреждения выдавалась деятелям из четырёх тогдашних воеводств: Бельского, Катовицкого, Опольского и Ченстоховского. С 1999 года премия вручается правительством Силезского воеводства, а с 2006 также правительством Опольского воеводства. Вручение премий производится каждый год в день рождения её патрона — Кароля Мярки — старшего.

## Лауреаты

### 1985
Ян Петшиковский

### 1986
Вильгельм Шевчик

### 1988
Януш Пловецкий

### 1993
Хенрик Миколай Гурецкий

### 1995
Анджей Ясиньский

### 1997
Ежи Кендзёра

### 2003
Войцех Киляр

### 2007
Кристина Бохенек

### 2014
Эугениуш Кнапик